# Мишина (деревня)
Мишина — деревня в Серовском районе Свердловской области России. Входит в Сосьвинский муниципальный округ.

## Географическое положение
Деревня Мишина расположена к востоку от посёлка Сосьва, в 89 километрах (по автодорогам в 111 киломатерах) от города Серова, на левом берегу реки Сосьвы (правого притока Тавды), в устье реки Паты. На противоположном берегу Паты уже расположен посёлок Сосьва.

## Население
| 2002 | 2010 | 2021 |
| ---- | ---- | ---- |
| 58   | ↘49  | ↘27  |